# Куперьянов, Юлиус
Ю́лиус Куперья́нов (эст. Julius Kuperjanov, в Русской армии — Юлиус Данилович Куперьянов; 29 сентября [11 октября] 1894, деревня Лахово, Псковская губерния — 2 февраля 1919, Тарту) — офицер Русской императорской армии, эстонский военный деятель, лейтенант, глава крупного партизанского формирования, воевавшего за независимость Эстонии.

## Юность
Родился в деревне Лахово Псковской губернии, куда переселился дед Куперьянова из-за противоречий с Ряпинским мызником-немцем. Отец Куперьянова унаследовал маленький хутор, на котором 29 сентября (11 октября) 1894 года вторым ребёнком в семье появился на свет Юлиус. 26 декабря того же года он был крещён в лютеранской церкви святого Якова в Пскове. В 1904 году семья Куперьянова переехала в Юрьевский уезд Лифляндской губернии.

## Образование
Куперьянов окончил приходскую школу в деревне Сипе (Юрьевский уезд) (1909) и Юрьевскую учительскую семинарию (1914). По окончании семинарии Куперьянов был назначен учителем в приходскую школу Камбья.

## В годы Первой мировой войны

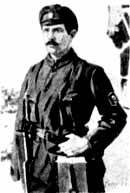
Командир Юлиус Куперьянов

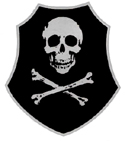
Нарукавная нашивка куперьяновцев

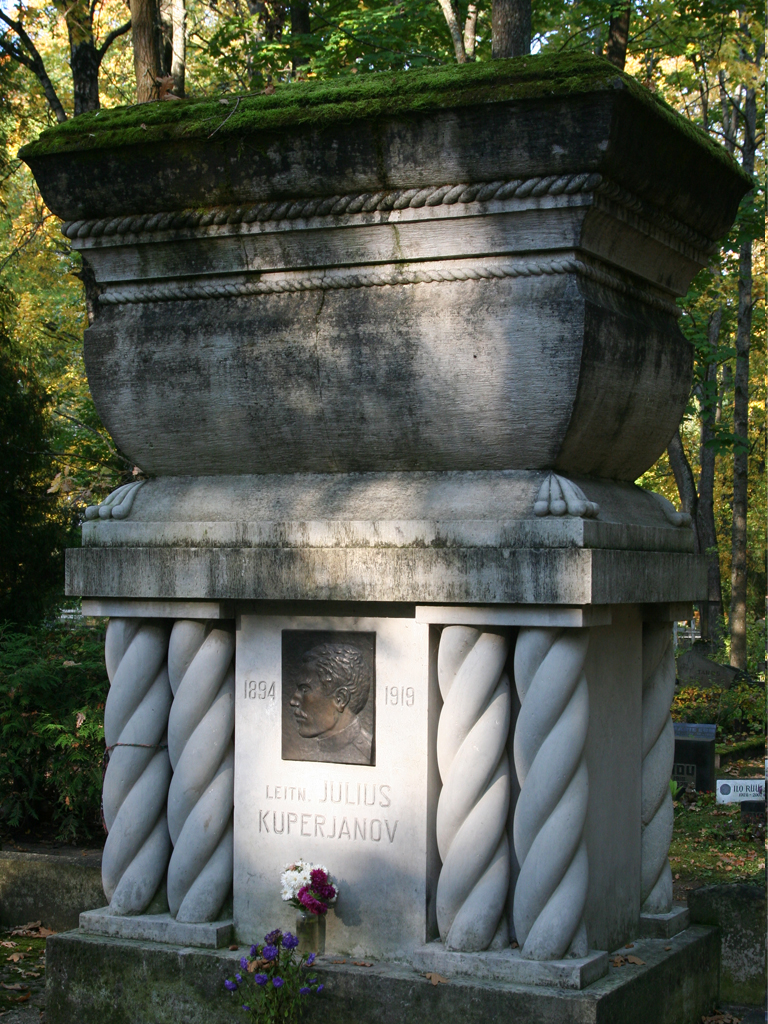
Надгробный памятник на могиле Ю. Куперьянова на кладбище Раади в Тарту

В феврале 1915 года мобилизован в Русскую императорскую армию. Подготовку получил в 177-м пехотном запасном батальоне в Новгороде. После окончания курса 4-й Петроградской школы прапорщиков приказом главнокомандующего 6-й армией от 15 августа 1915 года произведён в прапорщики армейской пехоты и направлен в 7-ю запасную маршевую бригаду в Бельск, откуда получил назначение на фронт в 5-й гренадерский Киевский Е. И. В. Наследника Цесаревича полк, под Барановичами. В полку был назначен командиром команды разведчиков, где показал себя храбрым офицером. В апреле 1916 года заболел малярией, для излечения был эвакуирован в московский эвакуационный № 2 госпиталь.
5 ноября 1916 года Высочайшим приказом произведён в поручики (со старшинством с 9 мая 1916 года). 19 июля 1917 года во время очередной вылазки был тяжело ранен в ногу и был эвакуирован в Москву. Выписавшись по излечении из госпиталя направился в Эстонию, где стал заместителем командира запасного батальона Эстонской национальной дивизии.

## В борьбе за независимость Эстонии
Во время немецкой оккупации Эстонии в 1918 году руководил подпольем. Организовывал отряды Тартуской самообороны (Омакайтсе). В декабре 1918 года поручик Куперьянов получил разрешение от командира 2-й пехотной дивизии на формирование партизанского отряда. Мысль о создании партизанского отряда возникла в связи с общим беспорядком, царившем в те последние дни декабря 1918 года на Южном фронте эстонских войск.
После захвата Красной армией Тарту Куперьянов со своими людьми отошёл в район Пылтсамаа, где неподалёку в Пуурманни закончил формирование Тартуского партизанского батальона. Вместо официального наименования часть звали по имени его командира — Куперьяновским. 14 января 1919 года батальон принял непосредственное участие в освобождении Тарту. 31 января 1919 года Куперьянов был смертельно ранен в бою за мызу Паю под Валгой. Скончался в Тартуском госпитале (Улица Валликраави, 10) 2 февраля 1919 года. Был похоронен в день смерти на кладбище Раади в Тарту. Награждён посмертно Крестом Свободы первого разряда второй степени — за военные заслуги; второго разряда второй и третьей степеней — за храбрость.
Символом куперьяновцев был череп со скрещенными костями, которую они заимствовали у батальонов смерти Российской армии времени Временного правительства. Эта же символика была распространена в Вооружённых силах Юга России (у Корниловского ударного полка), а также в различных германских фрайкорах, боровшихся в это же время против революционного движения в Германии и Прибалтике.
Алиса, урожденная Йохансон, жена Юлиуса Куперьянова, была одним из основателей и спонсоров Женской добровольной организации защиты. Она была депортирована в 1941 году и расстреляна в 1942 году в Советском Союзе.

## Награды
- Георгиевский крест 4-й степени (с лавровой ветвью)
- Орден Святого Владимира 4-й степени с мечами и бантом
- Орден Святой Анны 2-й степени с мечами
- Орден Святого Станислава 2-й степени с мечами
- Орден Святой Анны 3-й степени с мечами и бантом
- Орден Святого Станислава 3-й степени с мечами и бантом
- Крест Свободы I класса 2-й степени
- Крест Свободы II класса 2-й степени
- Крест Свободы II класса 3-й степени

## Увековечение памяти
- Приказом Главнокомандующего Йохана Лайдонера от 3 февраля 1919 Тартуский партизанский батальон переименовали в честь погибшего командира в Куперьяновский партизанский батальон. Эта воинская часть отлично зарекомендовала себя в боях Освободительной войны. 9 марта 1992 эту легендарную часть Эстонской армии восстановили под названием Куперьяновский отдельный пехотный батальон (ныне Куперьяновский пехотный батальон[англ.]).
- В 1925 году ему был установлен памятник на кладбище Раади в Тарту (скульптор Яан Коорт). После получения[когда?] Эстонией независимости улицы городов Тарту, Валга и Пылтсамаа получили имя Куперьянова.
- Вошёл в составленный в 1999 году по результатам письменного и онлайн-голосования список 100 великих деятелей Эстонии XX века[2].
- Портрет Юлиуса Куперьянова изображён на почтовой марке Эстонии 2009 года, выпущенной в честь 90-летия Паюской битвы под городом Валга в ходе войны за независимость. (Yvert et Tellier 583)

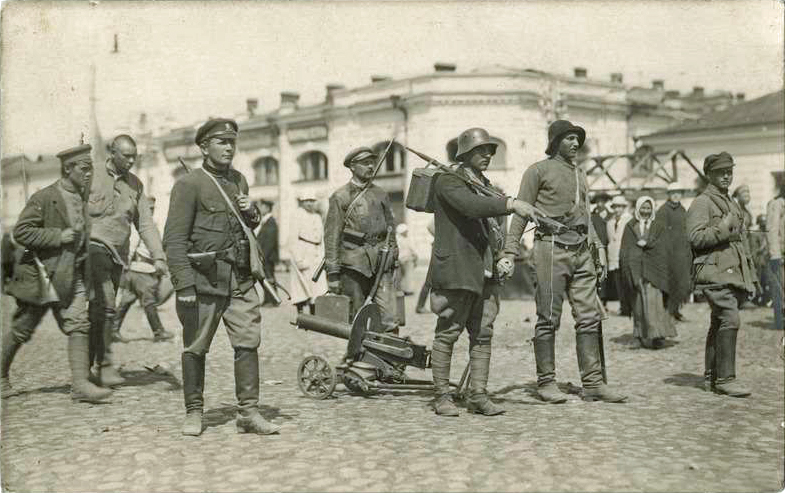
Отряд Куперьяновского батальона под командованием старшего лейтенанта Рудольфа Куслапа (третий слева). Псков, 1919 год
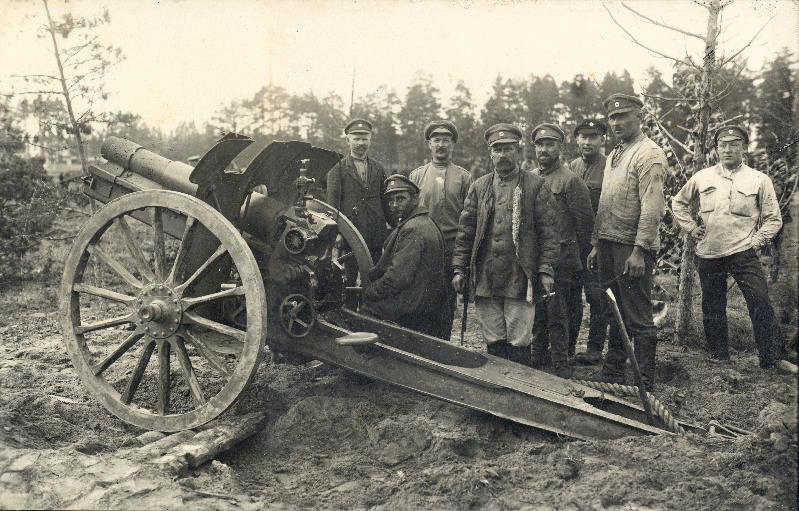
Гаубичный отряд артиллерийской батареи Куперьяновского батальона
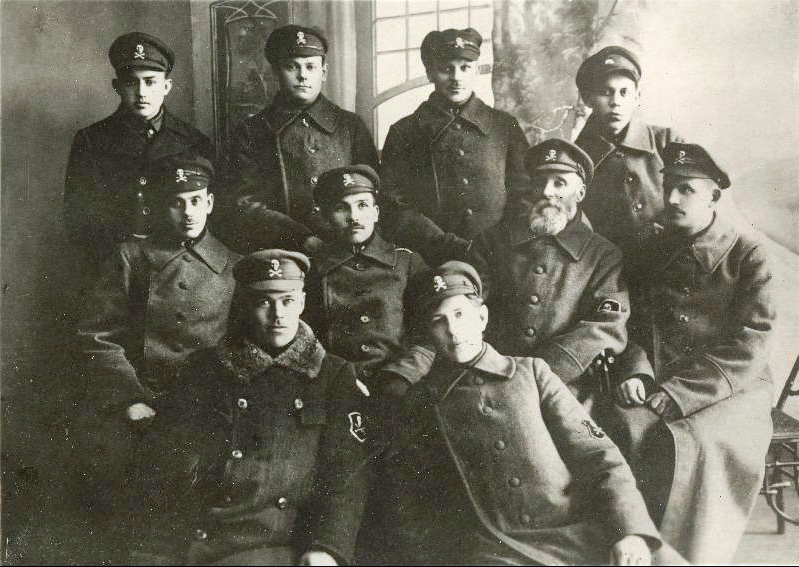
Офицеры хозяйственного отдела Куперьяновского батальона. Печоры, декабрь 1919 г.
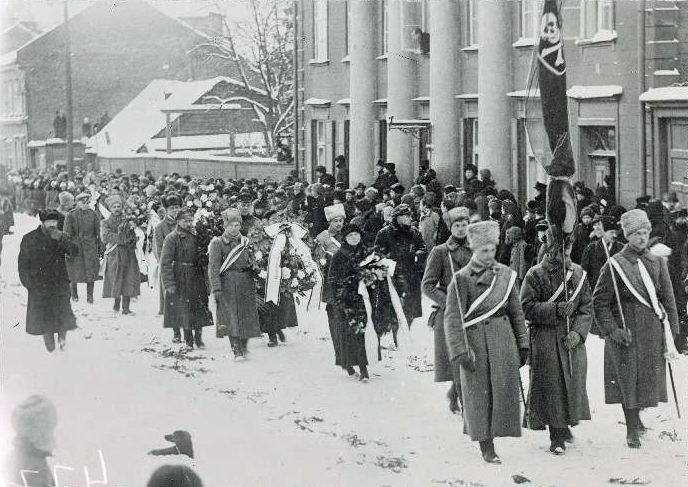
Похороны Юлиуса Куперьянова. Тарту, 7 февраля 1919 г.
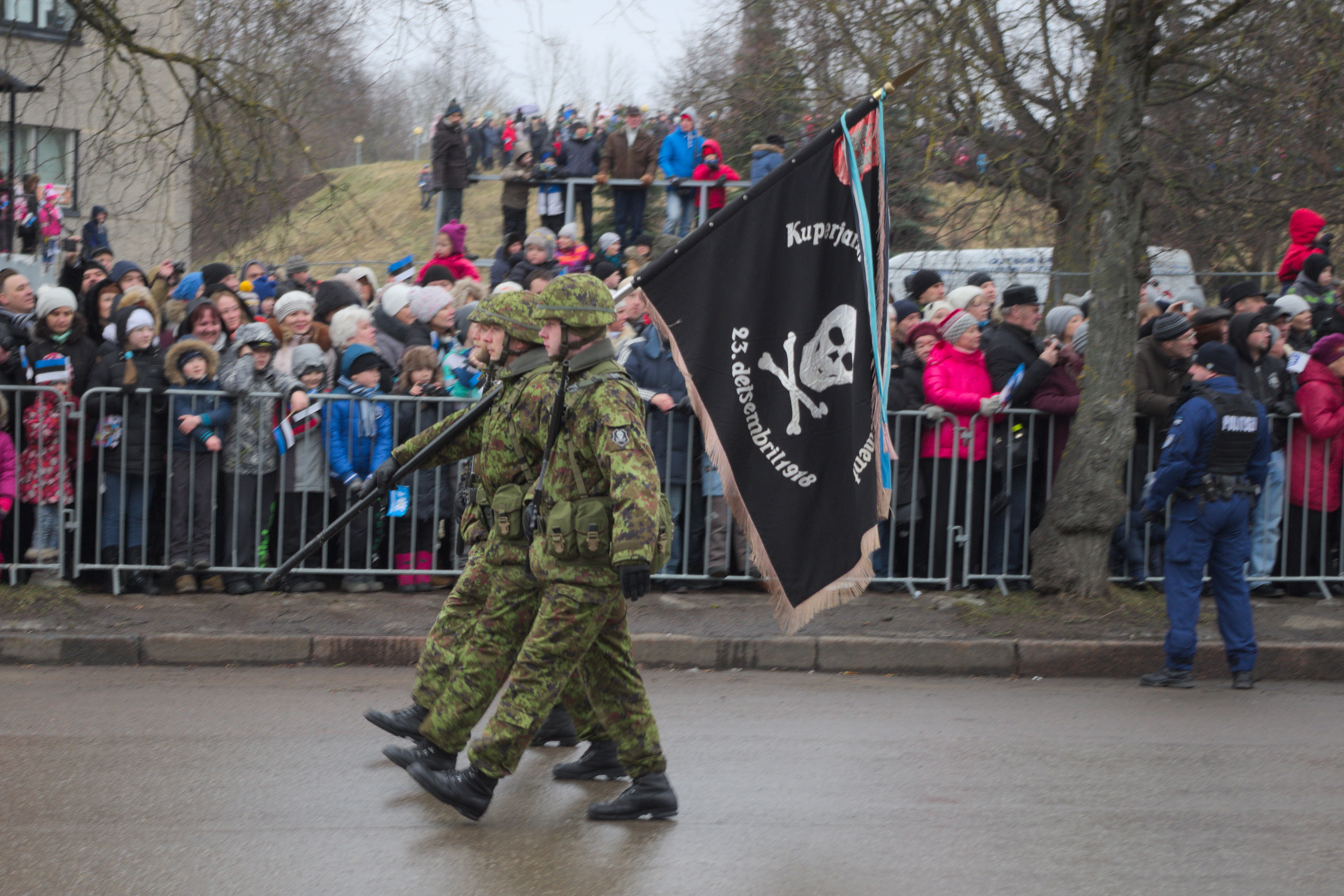
Знаменосцы стрелкового батальона им. Куперьянова, 2015 год